# Zavatilla xuzaifui
Zavatilla xuzaifui (лат.) — вид ос-немок рода Zavatilla из подсемейства Mutillinae. Этот вид назван в честь известного китайского гименоптеролога профессора Сюй Цзай-Фу (Xu Zai-Fu; 1965—2017), который внезапно умер после тяжелой болезни.

## Распространение
Китай (Guangdong, Yunnan, Hainan), Вьетнам.

## Описание
Мелкие пушистые рыжевато-коричневые осы-немки (бескрылые самки около 10 мм, крылатые самцы до 16,8 мм), голова в основном чёрная. Самцы отличаются от близких видов чёрно-коричневыми тегулами и рыжевато-коричневыми 1-м, 2-м и 3-м тергитами брюшка. Самки отличаются от близких видов коричневыми скапусом и голенями, рыжеватыми остальными частями ног и первым флагелломером. Самцы с симметричными вальвами пениса, скапус усика с одним вентральным килем, вольселла с паракусписом, флагелломеры короткие (флагелломер 1 имеет длину 1.0-1.2 × ширины), 2-й метасомальный стернит с короткой латеральной войлочной линией. Самки с проподеумом не шире, чем пронотум, поперечный изогнутый киль наличника с двумя сублатеральными выступами, которые могут быть мельче или крупнее, чем базальный медианный выступ клипеуса; скутеллярная чешуйка широкая (0.64-0.72 × расстояния между скуттелярной чешуйкой и внутренним краем заднего дыхальца); пигидиальная пластинка широкая (0.6-0.7 × общей ширины 6-го метасомального тергита), латерально окаймлённая, тонко гранулированная или продольно бороздчатая в базальной части и в основном блестящая в апикальной части. У самцов 13-члениковые усики, у самок — 12-члениковые. Тело в густых волосках. Самка осы пробирается в чужое гнездо и откладывает яйца на личинок хозяина, которыми кормятся их собственные личинки.

## Классификация
Вид был впервые описан в 2018 году китайскими энтомологами (Zhou, Hu-Ting; Liu, Jing-Xian) вместе с российским гименоптерологом Лелеем А. С. (Владивосток, Россия) и американским энтомологом Кевином Уильямсом (Kevin A. Williams, Florida State Collection of Arthropods, Gainesville, Флорида, США) в ходе их совместной ревизии рода Zavatilla. Видовое название дано в честь китайского профессора Сюй Цзай-Фу (Xu Zai-Fu; 1965—2017), специалиста по перепончатокрылым насекомым, недавно умершего после тяжелой болезни.